# Peter C. Schultz
Peter C. Schultz (* 3. Dezember 1942 in Brooklyn) ist ein US-amerikanischer Materialwissenschaftler, der ein Pionier bei Lichtwellenleitern war.
Schultz, dessen Vater Deutsch-Amerikaner war, studierte an der Rutgers University mit dem Bachelor-Abschluss 1964 und der Promotion 1967 über Keramische Materialien. Danach ging er an die Corning Glass Works, wo er Ende der 1960er Jahre mit Robert D. Maurer und Donald Keck die ersten für langreichweitige Nachrichtenübertragung geeigneten optischen Glasfasern entwickelte, mit Verlusten unter 20 Dezibel pro Kilometer. Sie waren mit Titanium dotiert und in einem speziellen Erwärmungsprozess hergestellt.
Von 1988 bis 2001 war er Präsident der US-Tochter von Heraeus. Er arbeitet auch als Berater unter anderem mit Expertisen in Patentprozessen. 1997 war er Präsident einer Start-up Firma für nichtinvasive Messung von Blutzucker mit Glasfasern (BioSensor).
2000 erhielt er mit Maurer und Keck die National Medal of  Technology  und 1993 wurden alle drei in die National Inventors Hall of Fame aufgenommen. Er ist Mitglied der National Academy of Engineering.
Von 1978 bis 1984 war Schultz Gastprofessor für Materialwissenschaft an der Cornell University, von 1976 bis 1994 an der George Washington University und von 1988 bis 1998 Gastprofessor an der University of Virginia.
Er hält 26 Patente (2013).